# Benjamín Cano Ruiz
Benjamín Cano Ruiz, 24 de marzo de 1908, La Unión (Región de Murcia, España) -  5 de abril de 1988, Ciudad de México (México),  fue un dibujante, pintor, maestro y editor anarquista que usó el seudónimo Ben-Karius. 
Sus hermanos Tomás  y Juan fueron también militantes anarquistas. 

## Biografía
Desde muy joven comenzó a militar en el movimiento anarquista.   
En las Juventudes Libertarias destacó como editor de periódicos y libros y como pedagogo seguidor de Francisco Ferrer Guardia.
En 1927 en Valencia participó en la fundación de la Federación Anarquista Ibérica (FAI). 
Marchó a Barcelona y en 1929 se exilió en París, donde aprendió francés y visitó los círculos anarquistas y conoció a destacados militantes (Sébastien Faure, Néstor Majno, Émile Armand, etc.). Más tarde se trasladó a Argel con sus hermanos y su madre. 
Tras la proclamación de la II República española volvió a España.Entre 1931 y 1932 fue maestro racionalista en Gavà (Barcelona). 
Tras el golpe de Estado del 18 de julio de 1936 combatió contra los sublevados y fue miembro del Comité Revolucionario de Alicante. 
En 1938 fue secretario de las Juventudes Libertarias de Cataluña, hizo de maestro en una escuela racionalista del Poble Nou de Barcelona y fue secretario general de la Federación Regional Catalana de Escuelas Racionalistas (FCER). A principios de 1939 fue nombrado director del periódico Solidaridad Obrera.
Pasó a Francia por los Pirineos y pudo eludir los campos de concentración, viviendo en París. Con la entrada de los nazis en Francia huyó hacia el sur y finalmente pudo embarcar en Burdeos hacia México. 
En el exilio libertario americano editó Solidaridad Obrera (1952) y dirigió Tierra y Libertad.
Publicó numerosos libros, algunos firmados como Ben-Karius, y varias antologías sobre figuras del anarquismo mundial.
Su compañera fue María Rossell Rossell, hija de una familia anarquista de Rubí (Barcelona) .
Murió el 5 de abril de 1988 en la Ciudad de México y fue enterrado al día siguiente en el Panteón Español del Distrito Federal.